# Montanges
Montanges ist eine französische Gemeinde mit 348 Einwohnern (Stand 1. Januar 2022) im Département Ain in der Region Auvergne-Rhône-Alpes. Sie gehört zum Arrondissement Nantua und ist Mitglied im Gemeindeverband Terre Valserhône. Die Bewohner werden Montangers und Montangères genannt.

## Geographie
Die Gemeinde Montanges liegt auf 602 m im Regionalen Naturpark Haut-Jura, etwa sieben Kilometer nördlich der Stadt Bellegarde-sur-Valserine und 44 Kilometer östlich der Präfektur Bourg-en-Bresse (Luftlinie). Das Bauerndorf erstreckt sich im französischen Jura auf einem leicht nach Süden geneigten Plateau über dem Zusammenfluss von Semine und Valserine, westlich des Höhenzuges des Grand Crêt d’Eau.
Die Fläche des 13,70 km² großen Gemeindegebiets umfasst einen Abschnitt des Hochjuras. Eingefasst wird das Gebiet durch die Flussläufe von Semine im Südwesten und Valserine im Osten. Beide haben durch ihre Erosionsarbeit rund 100 m tiefe Schluchten in die Umgebung eingegraben, die von steilen, teils mit Felsbändern durchzogenen Hängen begleitet werden. Nordwärts erstreckt sich das Gemeindeareal über das Plateau von Montanges in das stark reliefierte Gebiet des französischen Juras. Am Südhang des Cruchon wird mit 1090 m ü. M. die höchste Erhebung von Montanges erreicht. Auch das Tal der Sandezanne (Zufluss der Valserine) und die Combe du Collet, ein Hochtal westlich des Cruchon, gehören zur Gemeinde. Das Gemeindegebiet ist Teil des Regionalen Naturparks Haut-Jura (frz.: Parc naturel régional du Haut-Jura).
Zu Montanges gehören neben dem eigentlichen Dorf auch verschiedene Weiler und Gehöfte, darunter:
- Le Fay (640 m) in einem Seitental der Semine
- Echazeau (780 m) in einem Seitental der Semine

Nachbargemeinden von Montanges sind Champfromier im Norden, Chézery-Forens und Confort im Osten, Châtillon-en-Michaille im Süden sowie Saint-Germain-de-Joux im Westen.

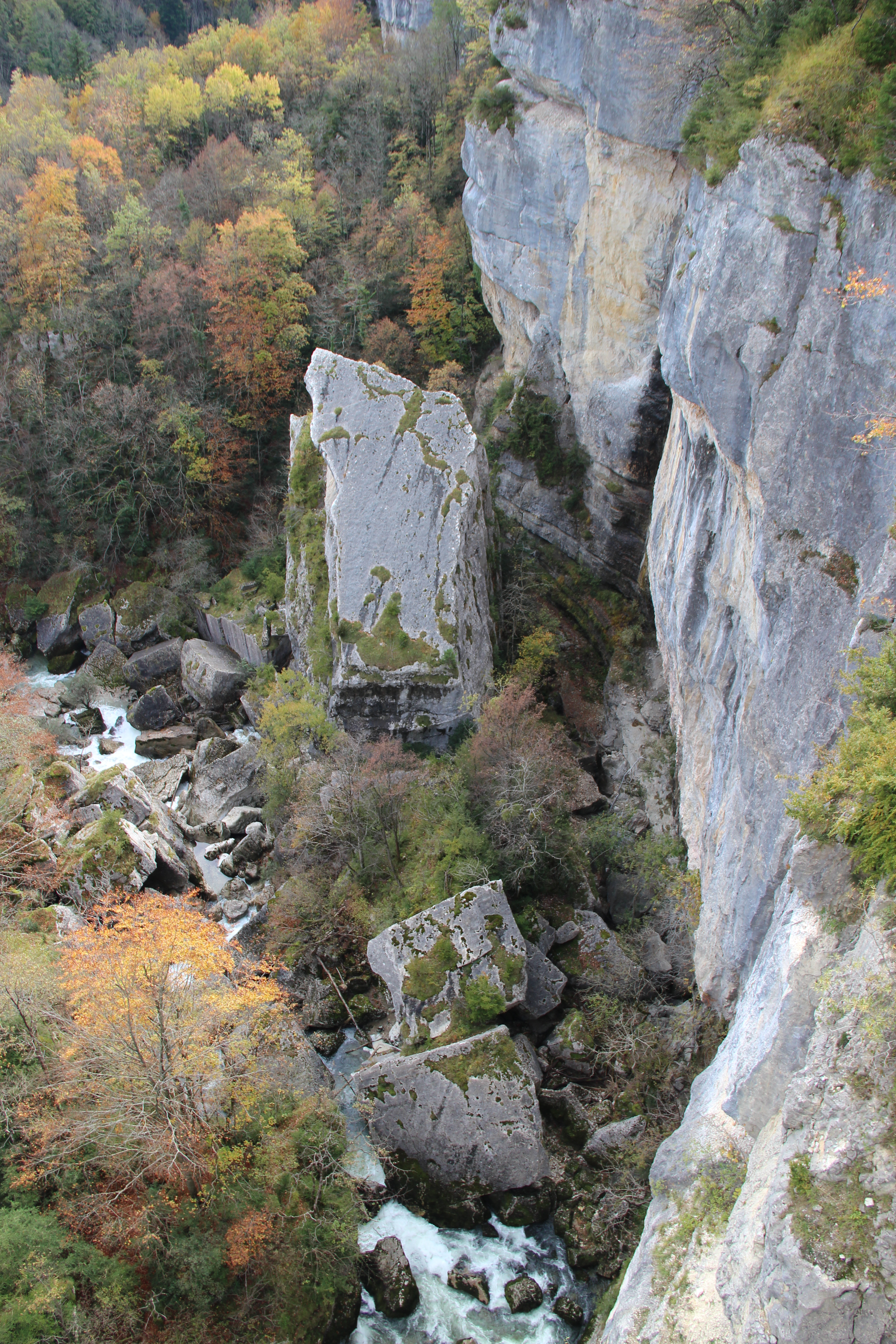
Valserineschlucht
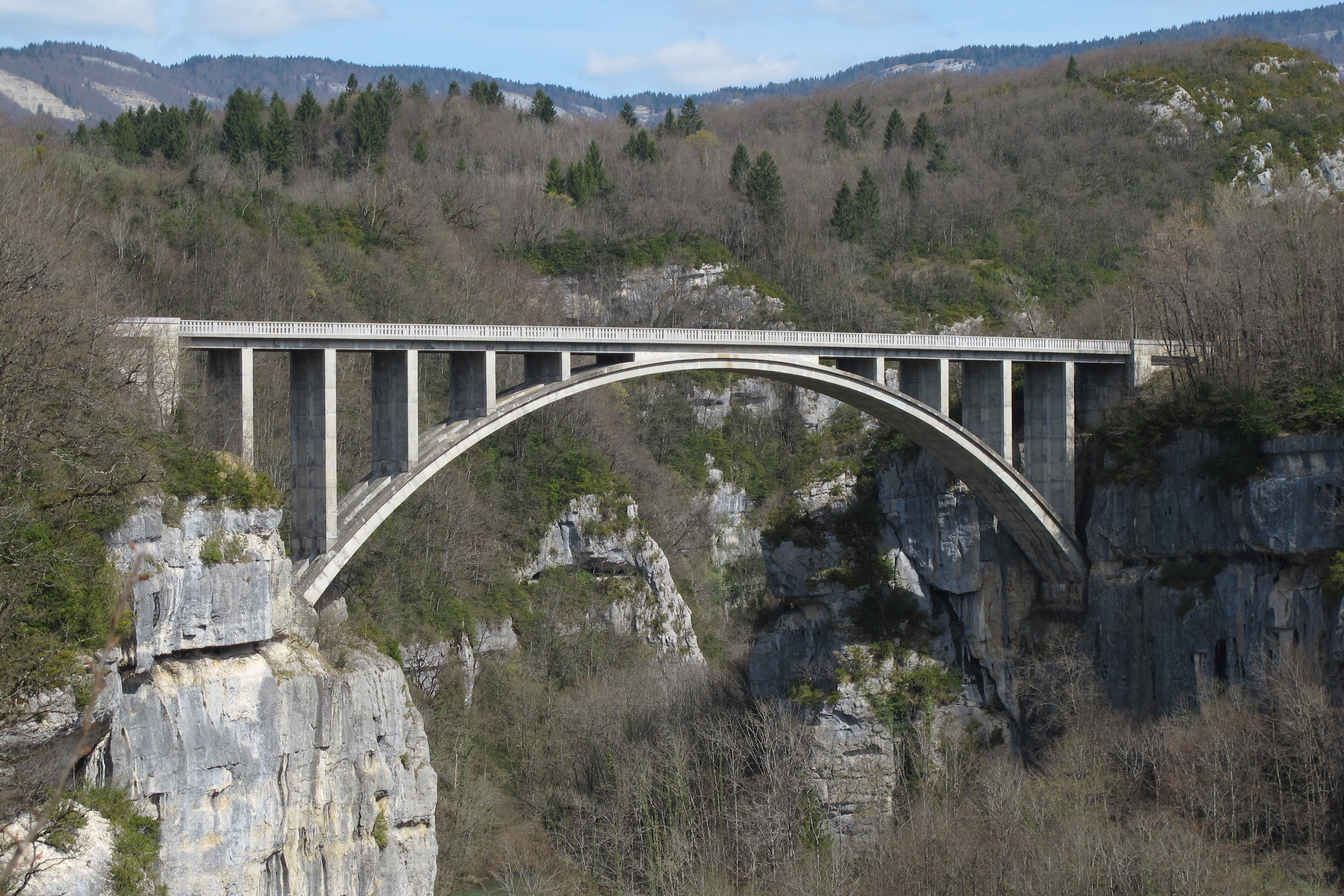
Brücke über die Valserine

## Geschichte
Das Dorf gehörte zum Herrschaftsgebiet von Nantua, wurde aber 1248 auf Veranlassung der Herren von Gex geplündert. Im 14. Jahrhundert kam Montanges unter die Herrschaft der Thoire-Villars.

### Bevölkerungsentwicklung
| Jahr                       | 1962 | 1968 | 1975 | 1982 | 1990 | 1999 | 2009 | 2021 |
| Einwohner                  | 225  | 226  | 192  | 191  | 248  | 282  | 332  | 250  |
| Quellen: Cassini und INSEE |      |      |      |      |      |      |      |      |

Mit 348 Einwohnern (Stand 1. Januar 2022) gehört Montanges zu den kleinen Gemeinden des Départements Ain. Nachdem die Einwohnerzahl in der ersten Hälfte des 20. Jahrhunderts deutlich abgenommen hatte, wurde seit Beginn der 1980er Jahre wieder ein Bevölkerungswachstum verzeichnet. Die Bewohner von Montanges heißen auf Französisch Montangers bzw. Montangères.

## Sehenswürdigkeiten

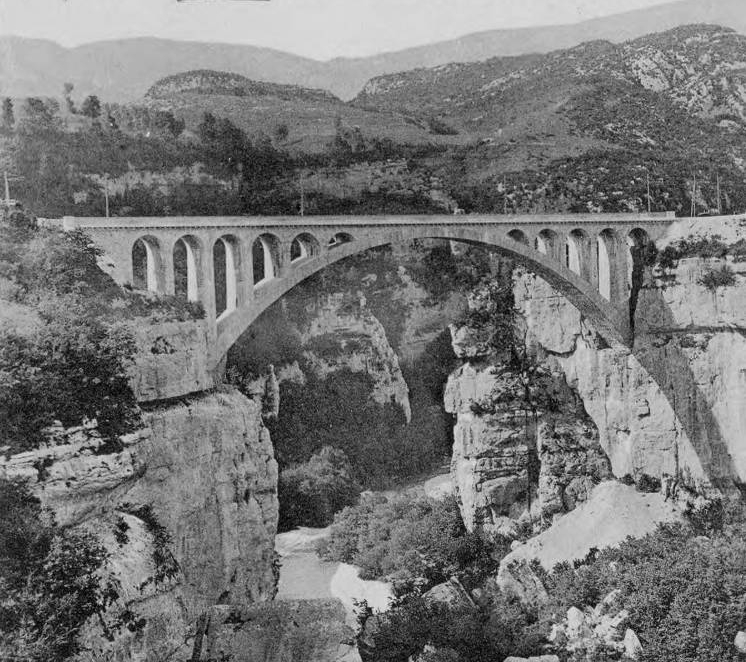
Altes Brückenbauwerk aus gemauertem Stein über die Schlucht der Valserine

Die Kirche Saint-André in Montanges wurde im gotischen Stil erbaut und im 17. Jahrhundert erweitert. Der mittelalterliche Herrschaftssitz wurde im 16. und 19. Jahrhundert mehrfach umgestaltet und wird von zwei Türmen flankiert. Von der im 14. Jahrhundert errichteten Burg La Bâtie sind Ruinen erhalten.
Östlich von Montanges befindet sich der Pont des Pierres, eine 1957 erbaute Betonbogenbrücke, welche die Schlucht der Valserine in einer Höhe von rund 60 m überspannt. Sie ersetzt einen Vorgängerbau, der 1909 für eine Überlandstraßenbahn zwischen Bellegarde und Chézery-Forens errichtet worden war und 1944 während des Zweiten Weltkriegs von der Résistance gesprengt wurde. Mit einem aus Natursteinen (frz.: pierres) gemauerten Brückenbogen stellte der ursprüngliche Bau unter den Brücken dieser Abmessungen eine Besonderheit dar. In der Schlucht unterhalb der Brücke liegt ein Naturschutzgebiet. Dort wurden bis zu 15 Fledermausarten beobachtet, die in alten Stollen überwintern.

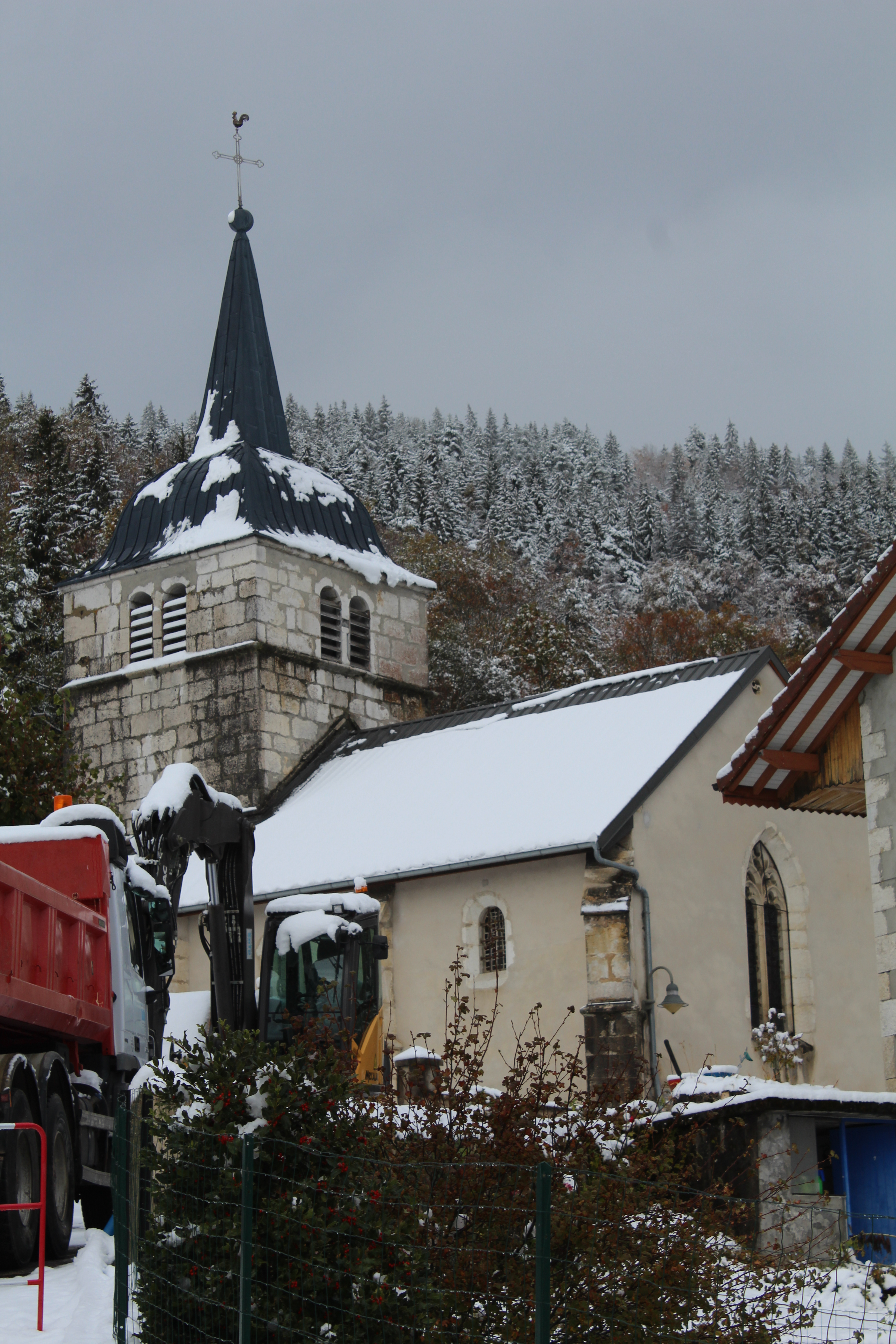
Kirche Saint-André
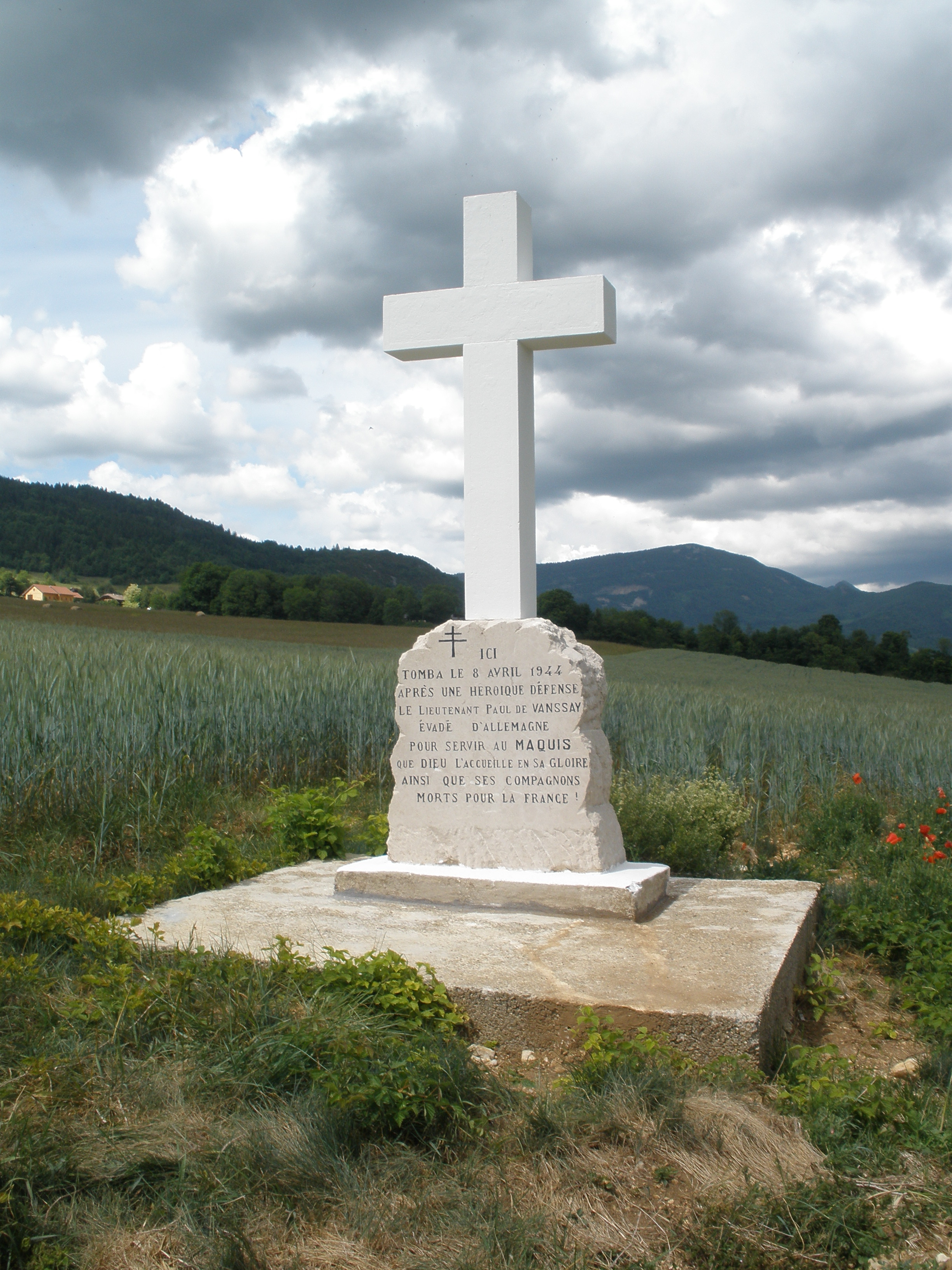
Flurkreuz Paul de Vanssay
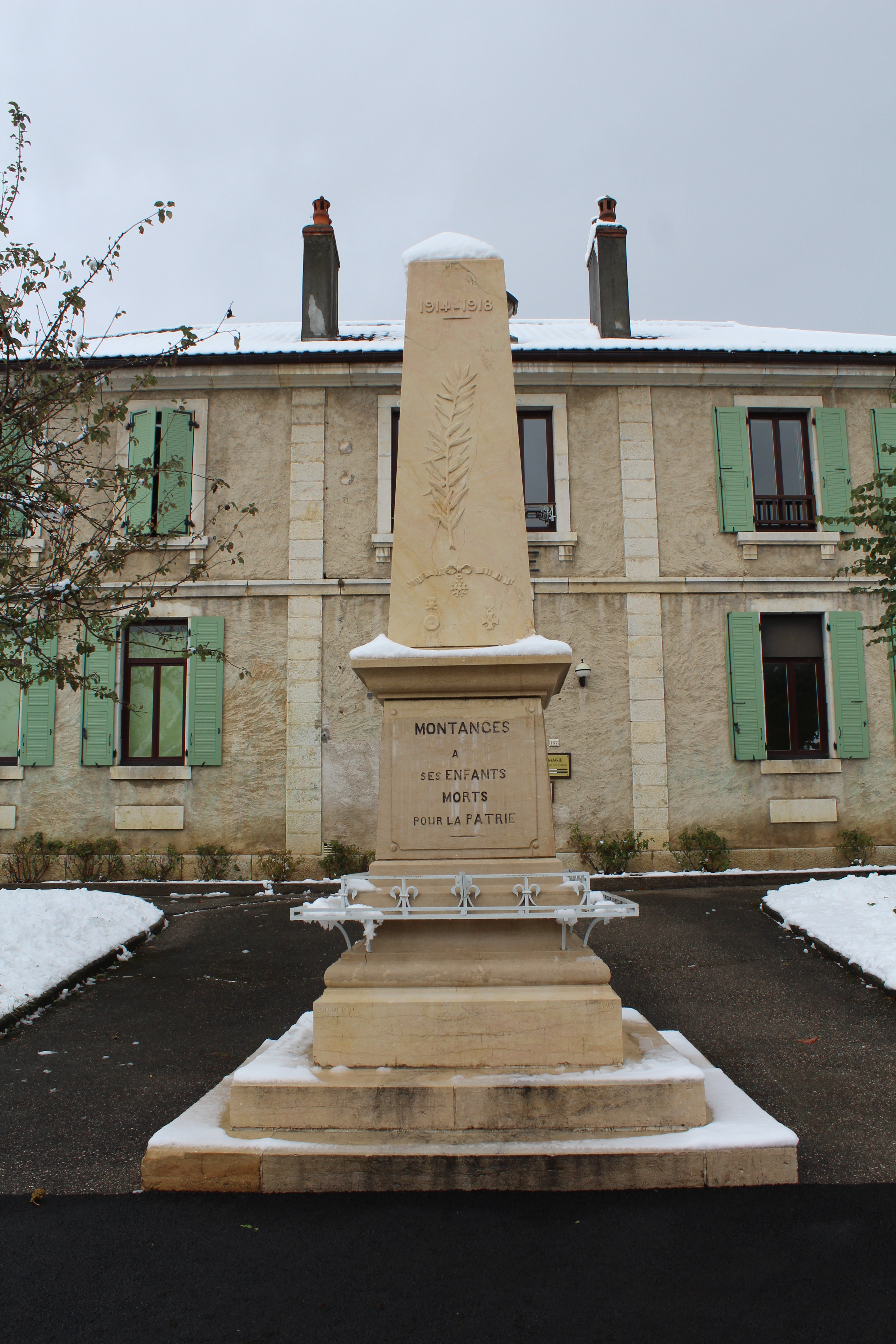
Gefallenendenkmal

## Wirtschaft und Infrastruktur
Montanges war bis weit ins 20. Jahrhundert hinein ein vorwiegend durch die Landwirtschaft geprägtes Dorf. Daneben gibt es heute einige Betriebe des lokalen Kleingewerbes. Mittlerweile hat sich das Dorf auch zu einer Wohngemeinde entwickelt. Zahlreiche Erwerbstätige sind Wegpendler, die in den größeren Ortschaften der Umgebung und hauptsächlich in Bellegarde-sur-Valserine ihrer Arbeit nachgehen.
Die Ortschaft liegt abseits der größeren Durchgangsstraßen an der Departementsstraße D14, die von Tacon (an der D1084) durch das Valserine-Tal nach Chézery-Forens führt. Weitere Straßenverbindungen bestehen mit Giron und Confort. Der nächste Anschluss an die Autobahn A40 befindet sich in einer Entfernung von rund 13 Kilometern.
In Montanges befindet sich eine staatliche école primaire (Grundschule mit eingegliederter Vorschule).